# Provincia di Ratanakiri
La provincia di Ratanakiri (in lingua khmer:រតនគិរី) è una provincia della Cambogia situata nel nord-est. Confina con il Laos a nord, con il Vietnam ad est, con la Provincia di Mondulkiri a sud e con la Provincia di Stung Treng a ovest. Si estende dalle montagne della Catena Annamita a nord, attraverso un altopiano collinoso tra i fiumi Tonlé San e Tonlé Srepok, alle foreste tropicali decidue del sud.
Ratanakiri è stata a lungo occupata dalle tribù montanare dei khmer loeu, che nel resto della Cambogia costituiscono una minoranza. Nei secoli passati, gli indigeni vennero ridotti in schiavitù dagli imperi confinanti. Tale commercio ebbe termine durante l'era della colonizzazione francese, ma una rigida campagna di "khmerizzazione" seguita al raggiungimento dell'indipendenza mise di nuovo in pericolo i costumi e lo stile di vita dei khmer loeu. I khmer rossi costituirono dei capisaldi nella provincia negli anni Sessanta e i bombardamenti americani durante la Guerra del Vietnam devastarono la regione. Al giorno d'oggi, il rapido sviluppo sta alterando lo stile di vita tradizionale.
Ratanakiri è scarsamente popolata e i suoi circa 150.000 abitanti costituiscono poco più dell'1% della popolazione totale del paese. I residenti della provincia vivono in genere in villaggi di 100-300 individui, mentre il capoluogo di Banlung (di gran lunga l'insediamento più popoloso) aveva una popolazione di 17.000 abitanti nel 2005. Ratanakiri è tra le province meno sviluppate della Cambogia. Le infrastrutture sono minime e il governo locale debole. La grande maggioranza della popolazione è occupata in attività agricole che garantiscono la mera sussistenza, secondo la tecnica detta shifting cultivation. Gli indici di salute sono estremamente bassi: quasi un bambino su quattro muore prima di raggiungere i 5 anni di età. Anche i livelli di educazione sono bassi e l'analfabetismo affligge i tre quarti della popolazione.

## Storia

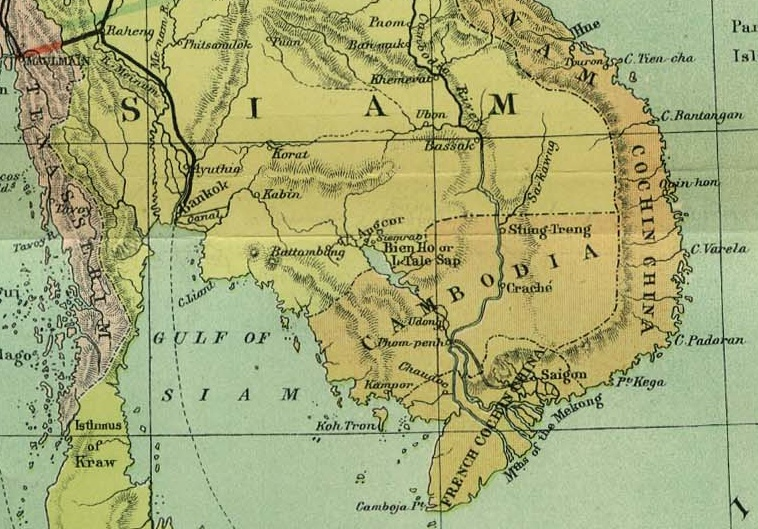
Dettaglio di una mappa del sud-est asiatico del 1886. A quei tempi Ratanakiri faceva parte del Siam.

L'attuale Ratanakiri fu abitata sin dall'età del bronzo o forse della pietra. I commerci tra le tribù montanare della zona e le città del golfo della Thailandia risalgono almeno al IV secolo a.C. La regione fu invasa nel corso dei secoli dagli annamiti, dai chăm, dai khmer e dai thai, ma nessuna potenza storica del sud-est asiatico riuscì a mantenere stabilmente il controllo dell'area. Già da prima del XIII e fino al XIX secolo i villaggi venivano razziati da mercanti di schiavi khmer, lao e thai. La regione fu conquistata da signori della guerra lao nel XVIII secolo e dai thai nel XIX. Fu poi incorporata nell'Indocina francese nel 1893 e il dominio coloniale si sostituì al commercio degli schiavi I francesi crearono enormi piantagioni di alberi della gomma, specialmente attorno a Labansiek (l'odierna Banlung) e i lavoratori indigeni vi furono largamente impiegati. Durante la dominazione francese, il territorio compreso nell'odierna Ratanakiri fu trasferito dal Siam al Laos e quindi alla Cambogia. Sebbene vi fossero delle resistenze da parte delle tribù delle montagne, nel 1953, alla fine dell'era coloniale, erano ormai cessate da tempo.
La provincia di Ratanakiri fu creata nel 1959 dalla parte orientale della provincia di Stung Treng. Il nome Ratanakiri (រតនគិរី) è l'unione di due parole khmer: រតនៈ (ratana, gemma) e គិរី (kiri, montagna), che indicano due caratteristiche per cui la provincia è nota. Durante gli anni Cinquanta e Sessanta, Norodom Sihanouk iniziò una campagna di sviluppo e "khmerizzazione" nel nordest della Cambogia, con lo scopo di portare i villaggi sotto il controllo governativo, limitare le possibilità di rivolte e modernizzare le comunità indigene. Alcune famiglie di khmer loeu vennero trasferite forzatamente in pianura per essere educate alla cultura e al linguaggio khmer, mentre nella provincia vennero fatti trasferire khmer da altre zone della Cambogia e si costruirono strade e piantagioni di alberi della gomma. Avendo sperimentato nelle piantagioni dure condizioni di lavoro, a volte sotto costrizione, molti khmer loeu lasciarono le loro abitazioni originali e si trasferirono più lontano dalle cittadine della provincia. Nel 1968 le tensioni sfociarono in una rivolta dei Brao, durante la quale vennero uccisi parecchi khmer. Il governo rispose con estrema durezza, bruciando villaggi e uccidendo migliaia dei loro abitanti.

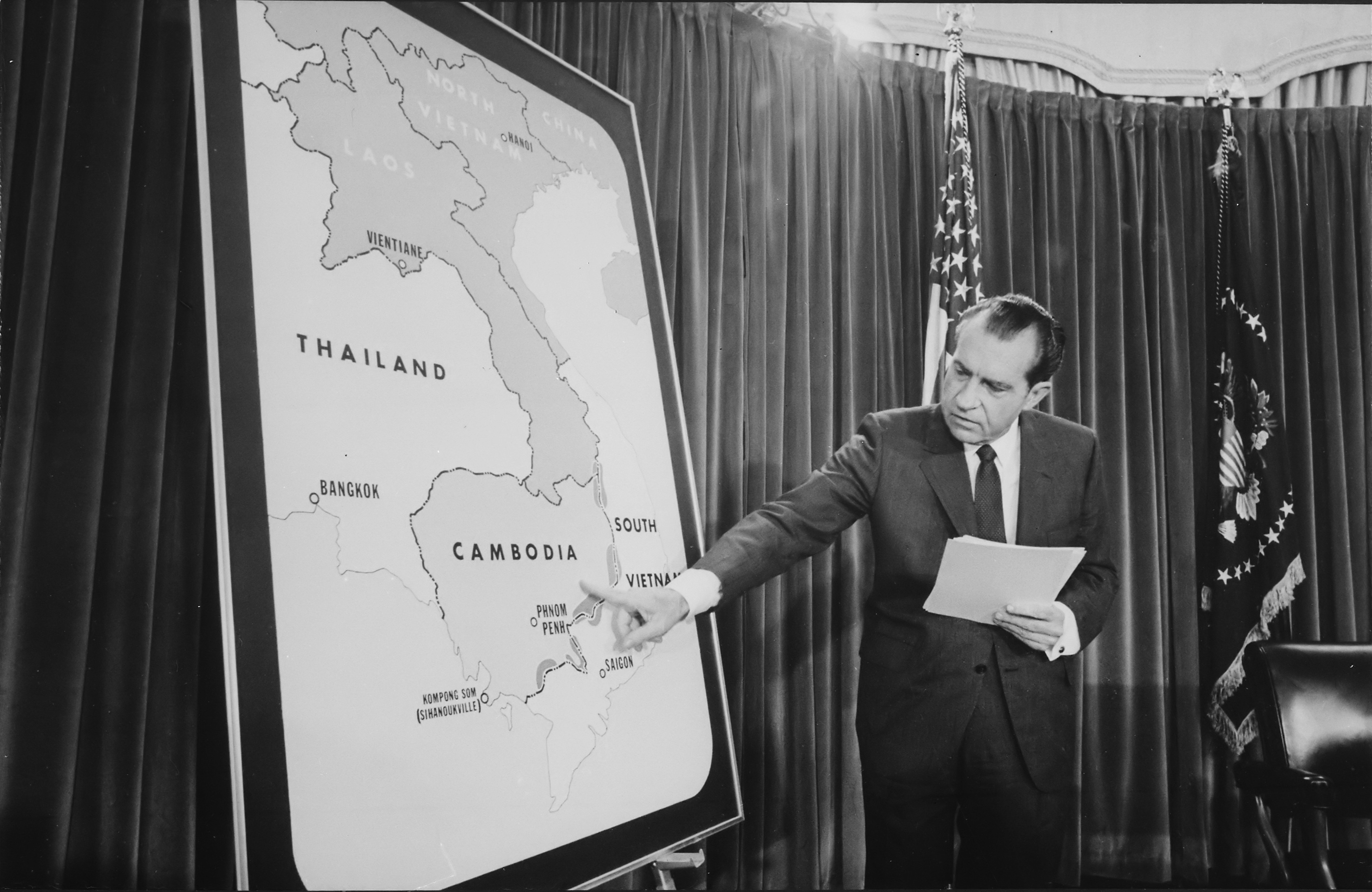
il presidente degli U.S.A. Richard Nixon (nella foto mentre parla della Cambogia in una conferenza stampa del 1970) autorizzò i bombardamenti segreti del 1969-70, noti come Operazione Menu, che colpirono anche Ratanakiri.

Negli anni Sessanta i khmer rossi, la cui potenza era in ascesa, stipularono un'alleanza con le minoranze etniche presenti nella provincia, sfruttando il risentimento dei Khmer Lou verso il governo centrale. I centri di comando del Partito Comunista di Kampuchea (CPK) vennero spostati in Ratanakiri nel 1966 e migliaia di khmer loeu si unirono alle unità armate del CPK. Durante questo periodo, anche l'attività dei vietnamiti nell'area fu intensa. I comunisti vietnamiti avevano iniziato ad operare nella regione di Ratanakiri già dagli anni Quaranta. In una conferenza stampa del giugno 1969, Sihanouk disse che Ratanakiri era «in pratica territorio nord-vietnamita». Tra il marzo del 1969 e il maggio 1970 le forze armate statunitensi intrapresero una massiccia campagna di bombardamenti segreti nella regione, nel tentativo di distruggere i "santuari" dei comunisti vietnamiti. Gli abitanti dei villaggi furono costretti a lasciare i centri abitati per sfuggire ai bombardamenti, così si diedero alla macchia e si unirono ai Khmer rossi nella ricerca di cibo. Nel giugno 1970, il governo ritirò le sue truppe da Ratanakiri, lasciando l'area al controllo dei khmer rossi. Il regime comunista inizialmente non fu aspro come altrove, ma lo divenne col passare degli anni. Ai khmer loeu venne proibito di utilizzare gli idiomi nativi o praticare la religione e i costumi tradizionali, considerati incompatibili con il comunismo. La vita comunitaria divenne obbligatoria e le poche scuole della provincia vennero chiuse. Con il trascorrere degli anni, le purghe degli appartenenti alle minoranze divennero più frequenti e migliaia di indigeni si rifugiarono in Vietnam e Laos. Studi preliminari indicano che nelle fosse comuni potrebbero essere finiti un numero di uccisi pari a circa il 5% dei residenti totali di Ratanakiri, una percentuale significativamente minore che nel resto della Cambogia.
Dopo l'invasione vietnamita della Cambogia e la sconfitta dei khmer rossi nel 1979, la politica del governo nei confronti di Ratanakiri consistette in un benevolo abbandono a se stessa. Ai khmer loeu fu permesso di ritornare alle loro abitazioni tradizionali, ma il governo intraprese la costruzione di infrastrutture minimali nella provincia. Durante il dominio vietnamita il contatto effettivo tra il governo provinciale e la maggioranza delle comunità locali fu scarso. Comunque i khmer rossi infestarono le foreste della provincia per molti anni dopo la caduta del loro regime. I ribelli consegnarono le armi negli anni Novanta, ma ci furono degli attacchi sporadici sulle strade della provincia fino al 2002.
La storia recente di Ratanakiri è stata caratterizzata da un certo sviluppo economico e dalle sfide che esso pone allo stile di vita tradizionale degli indigeni. Il governo nazionale ha costruito strade, incoraggiato il turismo e l'agricoltura stanziale e facilitato l'immigrazione di khmer dalle pianure. I miglioramenti nei collegamenti stradali e la stabilità politica hanno fatto aumentare i prezzi dei terreni e l'alienazione di terreni usualmente gestiti in forma comunitaria dalle tribù è diventato un problema rilevante. Malgrado una legge del 2001 consenta alle comunità indigene di detenere la proprietà a titolo collettivo dei terreni da esse occupati da tempo, alcuni villaggi sono rimasti praticamente senza terra. Il governo ha garantito concessioni su terreni tradizionalmente posseduti dalle comunità indigene e spesso la "vendita" dei terreni è caratterizzata da comportamenti criminali, quali la corruzione di pubblici ufficiali, la coercizione, le minacce o il semplice fornire informazioni scorrette. A seguito dell'intervento di diverse organizzazioni non-governative (ONG, o NGO in inglese), l'alienazione dei terreni è diminuita. Nel corso del decennio 2000, nelle foreste di Ratanakiri hanno trovato rifugio dal confinante Vietnam migliaia di montagnard (o degar) e il governo cambogiano è stato criticato pesantemente dall'Alto commissariato delle Nazioni Unite per i rifugiati per la politica di rimpatrio forzato in Vietnam che ha interessato molti di loro.

## Geografia e clima

Mappa fisica di Ratanakiri, le strade sono in rosso

La geografia della provincia di Ratanakiri è molto varia e comprende colline arrotondate, montagne, altopiani, bassopiani alluvionali e laghi vulcanici I due fiumi maggiori, Tonlé San e Tonlé Srepok, la attraversano scorrendo da est a ovest. La provincia è conosciuta per le foreste lussureggianti, che nel 1997 ricoprivano il 70–80% del territorio, sia come foresta vergine che come foresta secondaria, ricresciuta dopo una fase di disboscamento per lo sfruttamento agricolo e del legname. Nell'estremità settentrionale della provincia vi sono le montagne della Catena Annamita. L'area è caratterizzata da dense foreste pluviali tropicali sempreverdi, suolo relativamente povero e abbondante fauna selvatica. La zona collinare tra il Tonlé San e il Tonlé Srepok, dove risiede la grande maggioranza della popolazione della provincia, è un altopiano basaltico i cui terreni rossi sono molto fertili. La foresta secondaria è predominante in questa zona. A sud del fiume Srepok vi è un'area pianeggiante ricoperta di giungla. Le aree lungo il confine orientale con il Vietnam e occidentale con la provincia di Stung Treng sono ricoperte di foreste tropicali miste, sempreverdi e decidue.
Come altre aree della Cambogia, Ratanakiri ha un clima monsonico, con una stagione piovosa che va da giugno a ottobre, una stagione fredda da novembre a gennaio e una calda da marzo a maggio. Ratanakiri è tendenzialmente la provincia cambogiana con la temperatura media più bassa. La media della temperatura massima giornaliera è 34.0 °C, la minima 22.1 °C. Le precipitazioni si aggirano intorno ai 2200 mm all'anno. Le inondazioni sono frequenti durante la stagione delle piogge e la situazione è peggiorata dopo la costruzione della diga delle Yali Falls in Vietnam.

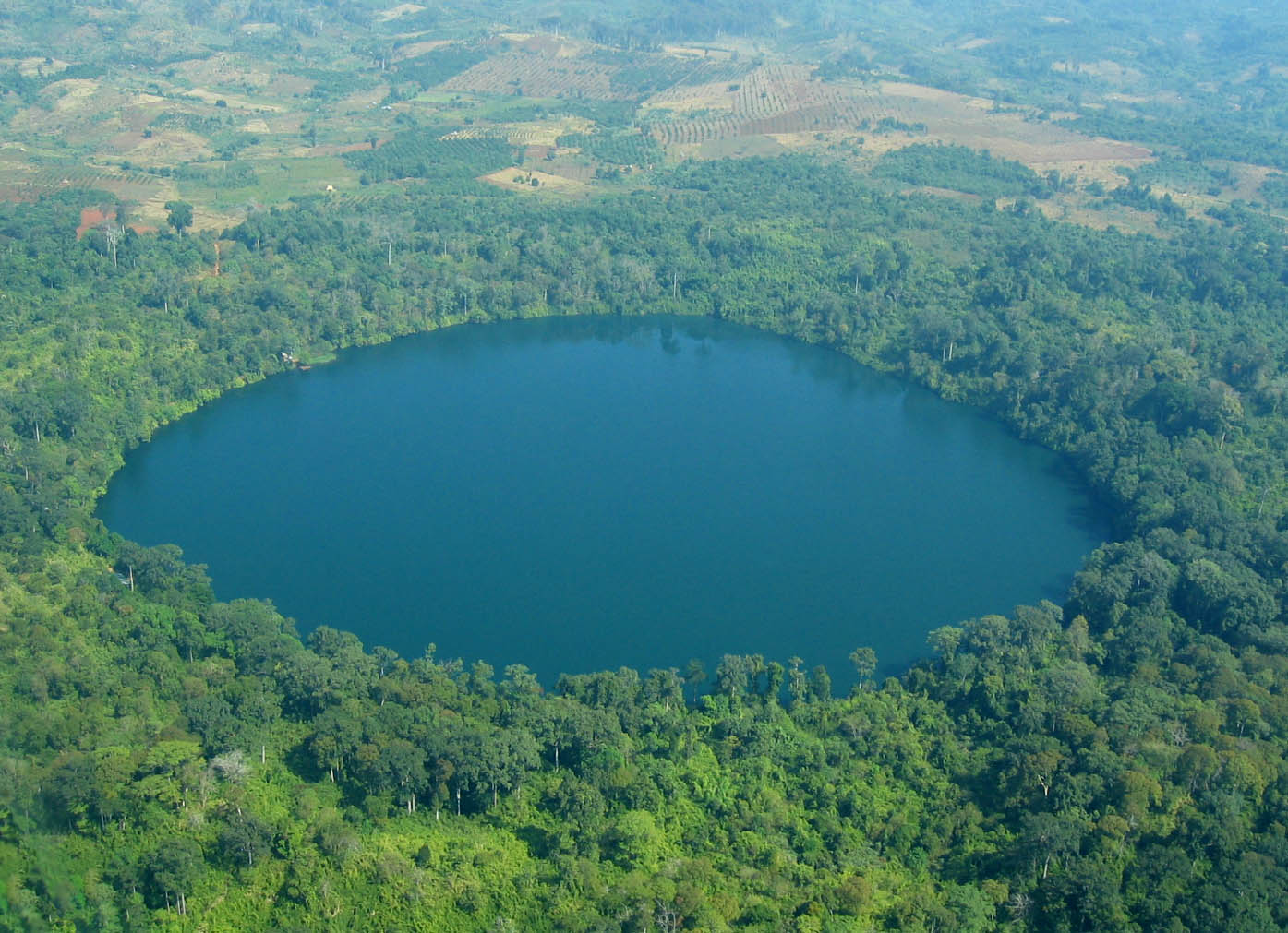
Vista aerea di Yak Loum, un lago vulcanico nei pressi di Banlung.

In Ratanakiri si trovano alcune delle foreste pluviali tropicali, sia di bassopiano che di montagna, con la maggior biodiversità di tutto il Sud-est asiatico. Un'indagine del 1996 su due siti della provincia di Ratanakiri e uno della confinante Mondulkiri ha rilevato la presenza di 44 specie di mammiferi, 76 di uccelli e 9 di rettili. Sono presenti l'elefante asiatico, il gaur e varie specie di scimmie. Ratanakiri è un importante sito di conservazione di specie di uccelli a rischio di estinzione, incluso l'ibis gigante e il marabù maggiore asiatico. Le sue foreste contengono un'ampia varietà di piante: in un inventario compiuto su solo mezzo ettaro di foresta vennero identificate 189 specie di alberi e 320 specie di arbusti, cespugli ed erbe.
Quasi metà della superficie di Ratanakiri appartiene ad aree protette, tra le quali il Lomphat Wildlife Sanctuary e il Parco Nazionale di Virachey. Sebbene la provincia sia conosciuta per l'ambiente (relativamente) incontaminato, lo sviluppo economico degli ultimi anni ha iniziato a generare problemi. I modelli di utilizzo agricolo del terreno stanno cambiando parallelamente alla crescita della popolazione e il disboscamento si è intensificato. L'erosione del terreno è in aumento e i microclimi si stanno alterando. La perdita di habitat e l'aumento a livelli insostenibili della caccia hanno contribuito alla diminuzione della biodiversità.

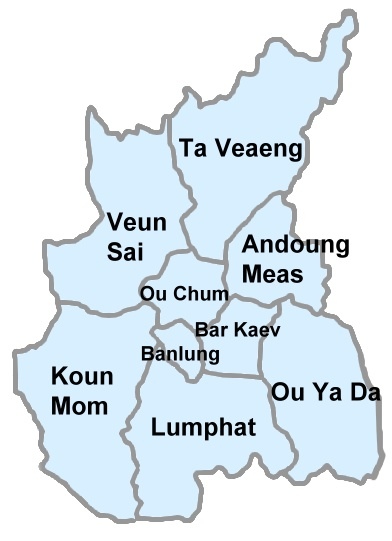

La provincia è suddivisa in 9 distretti, come segue:
| Distretti    | Comuni                                                                                    | Popolazione (1998) |
| ------------ | ----------------------------------------------------------------------------------------- | ------------------ |
| Andoung Meas | Malik, Mai Hie, Nhang, Ta Lav                                                             | 6,896              |
| Banlung      | Kachanh, Labansiek, Yeak Laom                                                             | 16,999             |
| Bar Kaev     | Kak, Ke Chong, Laming, Lung Khung, Seung, Ting Chak                                       | 11,758             |
| Koun Mom     | Serei Mongkol, Srae Angkrong, Ta Ang, Toen, Trapeang Chres, Trapeang Kraham               | 8,814              |
| Lumphat      | Chey Otdam, Ka Laeng, La Bang Muoy, La Bang Pir, Pa Tang, Seda                            | 10,301             |
| Ou Chum      | Chan, Aekakpheap, Kalai, Ou Chum, Sameakki, L'ak                                          | 11,863             |
| Ou Ya Dav    | Bar Kham, Lum Choar, Pak Nhai, Pate, Sesant, Saom Thum, Ya Tung                           | 10,898             |
| Ta Veaeng    | Ta Veaeng Leu, Ta Veaeng Kraom                                                            | 4,325              |
| Veun Sai     | Ban Pong, Hat Pak, Ka Choun, Kaoh Pang, Kaoh Peak, Kok Lak, Pa Kalan, Phnum Kok, Veun Sai | 12,389             |